# سیارک ۱۱۸۸
سیارک ۱۱۸۸ (به انگلیسی: 1188 Gothlandia، نامگذاری:1930SB) هزار و صد و هشتاد و هشتمین سیارک کشف شده‌است که در ۳۰ سپتامبر ۱۹۳۰ کشف شد.
قدر مطلق سیارک برابر ۱۱٫۷۰ است.